# 揚七世 (拿騷-錫根)
拿騷-錫根的揚七世（荷蘭語：Jan VII van Nassau-Siegen，1561年6月7日—1623年9月27日），拿騷-錫根伯爵，1606年至1623年在位。

## 家庭
1581年，揚七世與瓦爾德克的瑪格達琳結婚，兩人共有4子5女：
1. 約翰·恩斯特（英语：Johan Ernst van Nassau-Siegen）（1582年—1617年）
2. 揚八世（1583年—1638年）
3. 伊莉莎白（1584年—1661年）
4. 阿道夫（荷兰语：Adolf van Nassau-Siegen）（1586年—1608年）
5. 朱麗安娜（1587年—1643年）
6. 安娜·瑪麗亞（1589年—1620年）
7. 威廉（1592年—1642年）
8. 安娜·約翰娜（1594年—1636年）
9. 瑪格達列娜（1596年—1662年）

瑪格達琳於1599年去世。1603年，揚七世與什勒斯維希-霍爾斯坦-森訥堡的瑪格麗特結婚，兩人共有6子6女：
1. 約翰·莫里茲（1604年—1679年）
2. 喬治·腓特烈（1606年—1674年）
3. 威廉·鄂圖（1607年—1641年）
4. 路易絲·克莉絲汀（1608年—1678年）
5. 索菲·瑪格麗特（1610年—1665年）
6. 亨德里克（英语：Henry of Nassau-Siegen (1611–1652)）（1611年—1652年）
7. 瑪麗·朱麗安妮（1612年—1665年）
8. 阿瑪莉埃（1613年—1669年）
9. 克里斯蒂安（1616年—1644年）
10. 卡塔里娜（1617年—1645年）
11. 約翰·恩斯特（1618年—1639年）
12. 伊莉莎白·朱麗安妮（1620年—1665年）